# 7.5 cm leIG 18
7.5 cm leIG 18（独: 7,5 cm leichtes Infanteriegeschütz 18）は、第二次世界大戦でドイツ国防軍が使用した歩兵砲である。

## 概要
開発は1927年からラインメタル社によって始められた。制式名である「1918年式」は実際の開発時期とは異なるが、これは第一次世界大戦中に開発された兵器であると偽装することによって、ヴェルサイユ条約による軍備制限を回避するための方策であった。
本砲は独特な中折式の構造を備えていた。砲手が閉鎖機構のレバーを操作すると、砲口付近に支点を持つ砲身全体が前傾し、せり上がった砲尾から使用済みの薬莢が自動排出された。方向射角の調節についても、一般的な火砲では砲身が砲架上で左右に旋回するのに対し、本砲では砲身が左右に平行移動する形で行われた。
弾薬は弾頭と薬莢を別々に管理する分離薬莢式で、砲手が射撃の直前に両者を結合した。薬莢に入れる発射薬は数量を調節でき、射距離に応じて1個（1号装薬）から5個（5号装薬）までを選択できた。
バリエーションに山砲の7.5 cm GebIG 18があり、スペース節減のために防盾が省略され、砲架はパイプ状の開脚式に変更された。また輸送を容易にするために6-10個の部品に分解できた。最も重い部品でも各々の山岳大隊の兵士2名で運べる重さの74.9kgである。

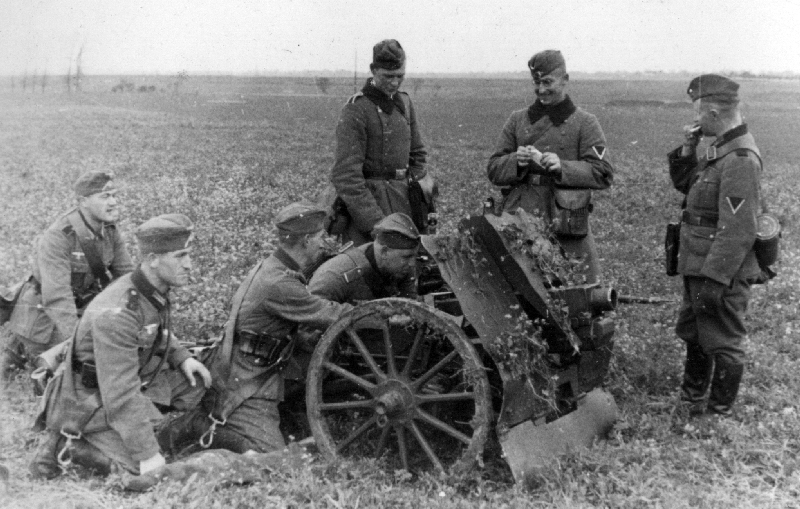
leIG 18と砲手達。一部の砲手は砲を牽引するためのベルトを肩に懸けている。
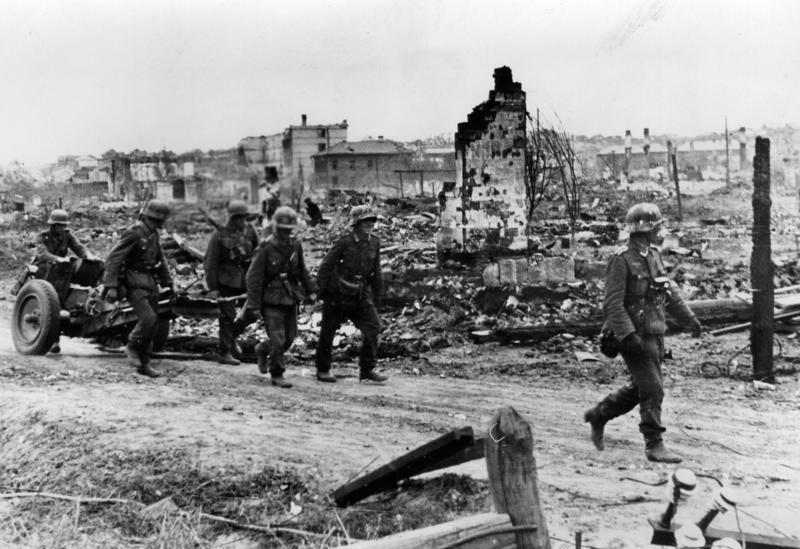
スターリングラード攻防戦で撮影された歩兵砲分隊。
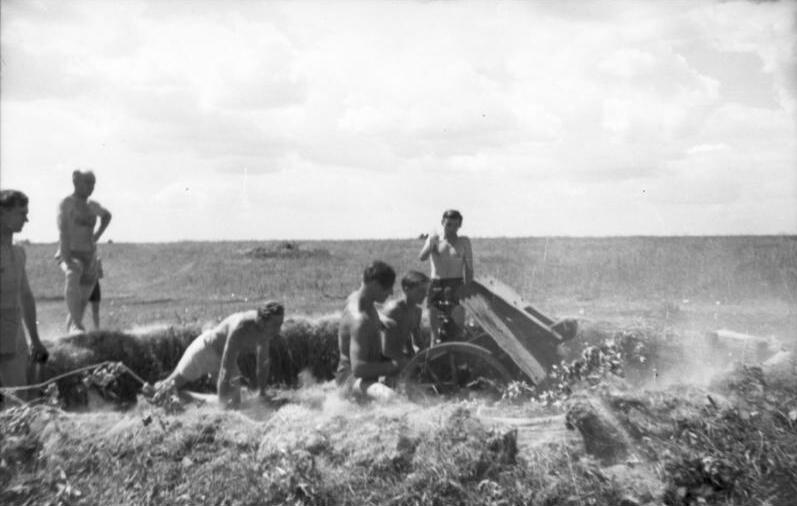
独ソ戦におけるleIG 18。

## IG 18 と GebIG 18のスペック
- 口径：75mm（2.95in）
- 仰俯角：73°から-10°
- 初速：210m/s（689ft/s）
- 最大射程：3,550m（3,882yds）
- 水平射角：12°
- 重量（IG 18）：400kg（882lbs）
- 重量（GebIG 18）：440kg（970lbs）
- 砲弾重量（HE弾）：6kg（13.22lbs）
- 砲弾重量（HC弾）：3kg（6.6lbs）

## IG L/13
- 口径：75mm（2.95in）
- 仰俯角：43°から-5°
- 初速：305m/s（1,000ft/s）
- 最大射程：5,100m（5,577yds）
- 水平射角：50°
- 重量：375kg（827lbs）
- 砲弾重量：6.35kg（14lbs）